# Aleksiej Oficerow
Aleksiej Nazarowicz Oficerow (ros. Алексей Назарович Офицеров; ur. 1914 k. Dubna, zm. 1966 w Moskwie) – oficer NKWD, MGB i KGB, jeden ze sprawców zbrodni katyńskiej.

## Życiorys
Skończył 4 lata studiów prawniczych i w 1938 wstąpił do NKWD, a w 1939 do WKP(b). 
Jako pracownik I Oddziału Specjalnego NKWD ZSRR wyróżnił się w mordowaniu polskich oficerów w Katyniu, za co 26 października 1940 został nagrodzony przez Ławrientija Berię wraz z innymi funkcjonariuszami NKWD. 
Od 1941 starszy oficer operacyjny 2 wydziału II Oddziału Ludowego Komisariatu Bezpieczeństwa Państwowego. I 1942 - I 1944 pracownik Zarządu NKWD obwodu smoleńskiego, oficer operacyjny 2 wydziału Oddziału Tajno-Politycznego Zarządu NKWD tego obwodu w stopniu kapitana. Od 1946 funkcjonariusz MGB, od 1954 starszy oficer operacyjny KGB przy Radzie Ministrów ZSRR w stopniu majora.

## Odznaczenia
- Order Czerwonej Gwiazdy (1954)
- Medal „Za zasługi bojowe” (1949)